# Stijn Desmet
Stijn Desmet (* 10. April 1998 in Duffel) ist ein belgischer Shorttracker.

## Werdegang
Desmet startete im Februar 2015 in Dresden erstmals im Shorttrack-Weltcup und belegte dabei den 37. Platz über 1000 m und den 36. Rang über 500 m. Bei den folgenden Juniorenweltmeisterschaften in Osaka errang er den 32. Platz im Mehrkampf und den zehnten mit der Staffel. Im folgenden Jahr belegte er bei den Europameisterschaften in Sotschi den 21. Platz im Mehrkampf und den siebten Rang mit der Staffel und bei den Juniorenweltmeisterschaften in Sofia den 18. Platz im Mehrkampf und den siebten Rang mit der Staffel. Bei den Olympischen Jugend-Winterspielen 2016 in Lillehammer gewann er Gold in der Mixed-Staffel. In der Saison 2016/17 wurde er bei den Europameisterschaften in Turin Sechster mit der Staffel und lief bei den Juniorenweltmeisterschaften in Innsbruck auf den 26. Platz im Mehrkampf. Im Jahr 2018 kam er bei den Europameisterschaften in Dresden auf den 25. Platz im Mehrkampf und auf den achten Rang mit der Staffel und bei den Weltmeisterschaften in Montreal auf den 31. Platz im Mehrkampf. In der Saison 2018/19 wurde er bei den Europameisterschaften in Dordrecht Zehnter im Mehrkampf und Sechster mit der Staffel und errang bei den Weltmeisterschaften in Sofia den 17. Platz im Mehrkampf. In der folgenden Saison erreichte er in Dordrecht mit dem zweiten Platz über 500 m seine erste Podestplatzierung im Weltcup und belegte bei den Europameisterschaften in Debrecen den fünften Platz im Mehrkampf. Im Jahr 2021 wurde er bei den Europameisterschaften in Danzig Zwölfter im Mehrkampf und Fünfter mit der Staffel und bei den Weltmeisterschaften in Rotterdam Neunter im Mehrkampf. In der Saison 2021/22 erreichte er mit drei Top-Zehn-Platzierungen über 1500 m den achten Gesamtrang über diese Distanz.
Seine Schwester Hanne ist ebenfalls als Shorttrackerin aktiv.

## Persönliche Bestzeiten
| Distanz | Zeit         | Datum            | Ort       |
| ------- | ------------ | ---------------- | --------- |
| 500 m   | 40,181 s     | 11. Februar 2024 | Dresden   |
| 1000 m  | 1:24,239 min | 8. Dezember 2018 | Almaty    |
| 1500 m  | 2:11,169 min | 9. Februar 2022  | Peking    |
| 3000 m  | 4:46,510 min | 13. Januar 2019  | Dordrecht |